# Нонак
Нона́к (фр. Nonac) — коммуна во Франции, находится в регионе Пуату — Шаранта. Департамент — Шаранта. Входит в состав кантона Монморо-Сен-Сибар. Округ коммуны — Ангулем.
Код INSEE коммуны — 16246.
Коммуна расположена приблизительно в 420 км к юго-западу от Парижа, в 135 км южнее Пуатье, в 27 км к югу от Ангулема.

## Население
Население коммуны на 2008 год составляло 306 человек.
| 1962 | 1968 | 1975 | 1982 | 1990 | 1999 | 2008 |
| ---- | ---- | ---- | ---- | ---- | ---- | ---- |
| 415  | 414  | 389  | 327  | 290  | 316  | 306  |

## Администрация
| Период | Период | Фамилия       | Партия | Примечания |
| ------ | ------ | ------------- | ------ | ---------- |
| 1989   | 2008   | Жан-Поль Перо |        |            |
| 2008   |        | Мартин Галле  |        |            |

## Экономика
В 2007 году среди 198 человек в трудоспособном возрасте (15—64 лет) 129 были экономически активными, 69 — неактивными (показатель активности — 65,2 %, в 1999 году было 68,4 %). Из 129 активных работали 114 человек (68 мужчин и 46 женщин), безработных было 15 (4 мужчины и 11 женщин). Среди 69 неактивных 11 человек были учениками или студентами, 34 — пенсионерами, 24 были неактивными по другим причинам.

## Достопримечательности
- Приходская церковь Сент-Илер (XII век). В церкви есть склеп и настенные росписи XIV—XVI веков. Исторический памятник с 1913 года[3]
- Замок Леотарди[фр.] (XV век). Исторический памятник с 1944 года[4]

## Фотогалерея
- Церковь Сент-Илер
- Мэрия
- Колодец